# (6991) Chichibu
(6991) Chichibu ist ein Asteroid des Hauptgürtels, der am 6. Januar 1995 vom japanischen Amateurastronomen Takao Kobayashi am Oizumi-Observatorium (IAU-Code 411) in der japanischen Präfektur Gunma entdeckt wurde.
Der Asteroid wurde am 6. Januar 2003 nach der Stadt Chichibu benannt, die im Westen der Präfektur Saitama liegt und in weiten Teilen zum Chichibu-Tama-Kai-Nationalpark gehört.